# Maria Jacobé
Maria Jacobé o Maria Jacoba è una delle "Marie del Mare" protagoniste della leggenda provenzale, secondo cui alcuni discepoli di Gesù sarebbero fuggiti nell'attuale sud della Francia dalla Palestina nel 48 d.C. Questa storia viene narrata dal vescovo Jacopo da Varagine nella Legenda Aurea. Sempre secondo questa narrazione, Maria Jacobé sarebbe la cugina di Maria, la madre di Gesù. 
Nella tradizione popolare, Maria Jacoba è stata talvolta identificata con Maria di Cleofa, anche se il Vangelo secondo Giovanni, il Vangelo dello pseudo-Matteo e altri testi definiscono Maria di Cleofa come "sorella" della madre del Cristo, precisando che è figlia di Anna, anche se non di Gioacchino.
Tornando a Maria Jacobé, in quanto "cugina della madre di Gesù" (secondo la Legenda aurea), potrebbe essere sorella di santa Elisabetta, madre di Giovanni Battista. Se tale ipotesi fosse vera, i suoi genitori potrebbe essere Onias/Honi il Giusto ed Esmeria figlia di Issacar, nomi con cui la tradizione ha voluto chiamare il padre e la madre di Elisabetta.